# Jean-Michel Espitallier
 (juillet 2018).
Si vous disposez d'ouvrages ou d'articles de référence ou si vous connaissez des sites web de qualité traitant du thème abordé ici, merci de compléter l'article en donnant les références utiles à sa vérifiabilité et en les liant à la section « Notes et références ».
Jean-Michel Espitallier, né le 4 octobre 1957, est un écrivain, poète et artiste français.

## Biographie
Jean-Michel Espitallier suit des études de lettres à Aix-en-Provence. Il travaille d'abord dans l'édition, en tant qu'attaché de presse et lecteur de manuscrits aux Éditions Gallimard, éditeur aux  Éditions Tallandier, directeur de collection aux Éditions Philippe Rey, et collabore au Magazine littéraire dans les années 1990-2000. Il y dirige notamment un dossier sur la « Nouvelle poésie française » (mars 2001).
Il est le cofondateur avec Jacques Sivan de la revue Java (1989-2006). En 2000 il publie Pièces détachées: une anthologie de la poésie française aujourd'hui qui prolonge les choix de la revue Java, et s'impose comme le marqueur d'une génération. L'anthologie est devenue un classique.
Jean-Michel Espitallier mène parallèlement une carrière de batteur (notamment avec le groupe Prexley 2006-2010), travaille avec de nombreux artistes, notamment le bassiste Kasper T. Toeplitz, le guitariste Olivier Mellano (projet Guitar Poetry Tour) et les poètes Jérôme Game (Overflow) et Anne-James Chaton (hommage à John Giorno, avec la collaboration de Thurston Moore).
Il collabore à la création chorégraphique She Was Dancing (2016) et Rockstar (2020) avec la compagnie Labkine et la chorégraphe Valeria Giuga.
Jean-Michel Espitallier est également membre du comité de rédaction de Radio (fondation Louis-Vuitton, 2015-2016).
Cet « enfant terrible de la poésie française » (John Stout) reste un franc-tireur, inclassable, atypique et volontiers iconoclaste dans son travail comme dans son parcours. Son choix d’écrire de la poésie, laquelle apparaît pour lui comme un « genre ‘‘insoumis’’ », procède d’une « position politique », d’« un réel engagement ».
- « Jean-Michel Espitallier est l’un des poètes contemporains qui a le plus modifié l’image attendue de la poésie. Il est représentatif d'une génération qui, proche en cela de l'art contemporain, opte pour des pratiques poétiques variées, construites, accumulatives et drôles » (Jérôme Mauche, Musée Zadkine)
- « Jean-Michel Espitallier est l'un des poètes les plus mobiles et véloces de sa génération… » (Patrick Kéchichian, Le Monde)
- « Wittgenstein à la façon d’un Alphonse Allais » (Eric Loret, Libération)
- « Dans son refus obstiné de céder à l'esprit de sérieux que l'on exige des grandes personnes, Espitallier persiste à jouer avec les mots en préservant tout le sérieux véritable que les enfants mettent dans leurs jeux. » (Bertrand Leclair, Le Monde des Livres)
- « Parmi les auteurs qui donnent régulièrement de leurs nouvelles, Jean-Michel Espitallier est un des plus singuliers, en ce sens qu’il réussit à chaque fois à nous surprendre, même si on retrouve à tous les coups ses obsessions, ses hantises, son savoir-faire de drummer-poet – ou plutôt son sens de la forme, son habileté à compter sans en avoir l’air. » (Christian Rosset, Diacritik)

## Œuvres

### Publications
- Limite de manœuvres (avec illustrations de Tristan Bastit, Du sel & Couëdic Réunis, 1994.
- Ponts de frappe, Fourbis, 1995.
- Gasoil : prises de guerre, Flammarion, 2000.
- Pièces détachées : une anthologie de la poésie française aujourd’hui, Pocket, 2000 (nouvelle édition, coll. « Agora », 2011).
- Fantaisie bouchère (grotesque), Derrière la salle de bains, coll. « Poésies Mécaniques », 2001  (ISBN 2844750125).
- Le Théorème d’Espitallier, Flammarion, 2003  (ISBN 2080684345).
- En Guerre, Inventaire/Invention, 2004.
- Où va-t-on ?, Le Bleu du ciel, coll. « L’Affiche », 2004.
- Toujours jamais pareil (avec Pierre Mabille), Le Bleu du ciel, 2005.
- Caisse à outils : un panorama de la poésie française aujourd’hui, Éditions Pocket, 2006 (nouvelle édition, coll. « Agora », 2014).
- Tractatus logo mecanicus, Al Dante, 2006.
- Army, Al Dante, 2008.
- Syd Barrett, le rock et autres trucs, Éditions Philippe Rey, 2009 (nouvelle édition, Le Mot et le Reste, 2017).
- Cent quarante-huit propositions sur la vie et la mort & autres petits traités, Al Dante, 2011.
- En guerre (remixé par François Bon), publie.net, 2011.
- Z5 - "Dans la carrière" (photos: Lisa Ricciotti), Al Dante, 2011.
- De la célébrité: théorie et pratique, Éditions 10/18, 2012.
- L'Invention de la course à pied (et autres trucs), Al Dante, 2013.
- Un rivet à Tanger suivi de "Douanes, visas, bordereaux", CIPM, 2013.
- Salle des machines, Flammarion, 2015.
- France romans, Argol, 2016.
- Tourner en rond - de l'art d'aborder les ronds-points, PUF, 2016.
- La Première Année, Éditions Inculte, 2018.
- Cow-boy, Éditions Inculte, 2020.
- Centre épique, Éditions de L'Attente/Ciclic, 2020.
- Tueurs, Éditions Inculte, 2022. Grand prix de poésie de la SGDL 2023.
- Du rock, du punk, de la pop et du reste, coll. "Agora", Pocket, 2022.

### Créations artistiques
- Les mots géants, hôpital Saint-Lazare, Paris, Nuits blanches 2004.
- Londres – une féerie industrielle (pièce sonore), Maison Rimbaud, Charleville-Mézières, 2004 (collection permanente).
- Agora, avec Pierre Droulers (chorégraphie), Simon Siegman (installation), George Van Dam & Ictus (musique), Kunstenfestival des arts, Bruxelles, mai 2005.
- Autobiographie (textes, son, percussions), collectif Vox Hôtel, Théâtre des Bernardines, Marseille, novembre 2006 (texte et CD, Éditions du Néant, 2006).
- Syd Barrett quand même, Atelier de création radiophonique, France Culture, novembre 2007.
- Putaindebordeldemerde (avec Simon Siegmann), La Bellone, Bruxelles, mai 2008.
- Giverny jour et nuit (pièce sonore), Normandie Impressionnisme, Rouen, septembre 2010.
- Lonely People  (pièce sonore - sur une vidéo de Yumi Sonoda), Fukuoka, Japon, octobre 2012.
- Overlook's poems  (installation), La Couleuvre, Saint-Ouen, novembre 2013-février 2014.
- Autobiographie (26 octobre 2014, 17h-20h)  (performance-installation), Fondation Louis-Vuitton, Paris, octobre 2014.
- Un citoyen très ordinaire, Création on air, France Culture, avril 2016.
- Sergent Pepper, suite, Création on air, France Culture, juin 2017.
- Musiques 68, Radio Nova, 2018.
- World is a Blues, (double CD) avec le duo Kristoff K.Roll, Mazeto Square, 2022.

### Expositions et collaborations
- Expositions
  - Exposition personnelle, Le Mange-Disque, Paris, automne 2008.
  - Exposition collective, Clairement dénombré, La Couleuvre, Saint-Ouen, hiver 2013-2014.
  - Exposition collective Et la tendresse, bordel!, galerie Obrose, Paris, février 2014.
  - Exposition collective De l'écriture de l'écriture, galerie Vincenz Sala, Paris, mars-avril 2015.
  - Exposition collective À côté de la page, CIPM, Marseille, mars-mai 2025.
- Mises en scène
  - 2703 moutons qui sautent (d'après Le Théorème d'Espitallier), Compagnie Iatus, Bordeaux, 2006.
  - T'entends ?  par la Compagnie La Volière, Toulouse, 2006-2009.
  - SOS SPIT par la Compagnie La Volière, Toulouse, 2008.
  - Pour une fois que nous ne sommes pas morts (d'après L'Invention de la course à pied), Yves-Noël Genod, Marseille, La Minoterie, 2013.
- Collaborations
  - Avec des musiciens : Nicolas Frize, Claude Barthélemy, Noël Akchoté, Kasper Toeplitz, Olivier Mellano, Xavier Le Masne, George Van Dam & Ictus, Kristoff'Karol, Pierre Godin, Florent Nicolas, Laurent Prexl.
  - Avec des plasticiens : Yumi Sonoda, Fiona Tan, Nicolas Barié, Simon Siegmann, Pierre Mabille, Tristan Bastit.
  - Avec des chorégraphes : Pierre Droulers, Iris Lancry, Yves Fravega, Yves-Noël Genod, Valeria Giuga.

## Prix et distinctions
- Prix des lycéens d'Île-de-France, 2013
- Prix des lycéens région Centre, 2016
- Grand prix Société des gens de lettres de poésie 2023[4]

#### Ouvrages
- Jean-Philippe Cazier, Poésies critiques: Jean-Michel Espitallier Liliane Giraudon, Frank Smith, Lanskine, 2024.
- Bertrand Leclair, "Déroutant" (portrait), Le Monde des livres, 3 juin 2016.

#### Contenu radiophonique
- L'Heure bleue, du jeudi 9 juin 2022 par Laure Adler, France Inter[5]